# 슈퍼 마리오
《슈퍼 마리오》(별칭 슈퍼 마리오 브라더스 및 마리오)는 마리오를 주인공으로 닌텐도가 제작 및 출시한 일련의 플랫폼 게임 시리즈이자 프랜차이즈 비디오 게임 시리즈다. 닌텐도가 제조한 모든 주요 가정용 게임기 및 휴대용 게임기에 최소한 《슈퍼 마리오》 작품 하나가 발매됐다.
《슈퍼 마리오》 시리즈의 무대는 가상의 나라 버섯 왕국이며 주로 마리오가 플레이어 캐릭터로서 출연한다. 마리오의 형제 루이지나 기타 《마리오》 시리즈의 등장인물들이 동료로 등장한다. 시리즈 내 게임들은 플랫폼 게임의 전형적인 공식을 따르며, 플레이어 캐릭터가 플랫폼을 뛰고 달리며 돌파하고 레벨 내의 적들을 격퇴하는 것이 목표다. 대부분의 게임들에서 이야기 구조가 단순하며, 대개 시리즈 반동인물 쿠파가 납치한 피치 공주를 마리오와 루이지가 구출하는 스토리를 담았다. 시리즈 최초의 게임 《슈퍼 마리오 브라더스》는 1985년 패밀리 컴퓨터로 출시되어 시리즈의 주요 설정과 구성요소의 기반을 다졌다. 《슈퍼 마리오》의 근간을 이루는 요소로 캐릭터에게 불꽃을 쏘거나 크기를 바꾸는 등 다양한 능력치를 부여한 아이템과 파워업이 있다.
《슈퍼 마리오》 시리즈는 《마리오》 프랜차이즈를 이루는 주축으로서 영화, 텔레비전 프로그램, 출판물 및 기타 파생상품 등으로 각색됐다. 2021년 기준으로 《슈퍼 마리오》 게임 시리즈의 총판매량은 3억 8,000만 장 이상으로 비디오 게임 역사상 5번째로 가장 많이 판매된 베스트셀러 작품이다.

## 게임플레이
게임의 주목표는 주어진 스테이지를 돌파하는 것으로, 사망하지 않고 적들을 격퇴하고 아이템을 수집하며 퍼즐을 풀면서 진행한다. 플레이어를 강화하는 파워업이 시리즈의 주요소이다. 2차원 게임들에서는 플레이어 캐릭터(주로 마리오)가 화면상 오른쪽으로 진행하며 적들과 플랫폼을 건너뛴다. 2차원 《슈퍼 마리오》 스테이지에선 시간제한 안에 출구를 찾아 나가야 한다. 《슈퍼 마리오 브라더스 3》부터 오버월드가 소개돼 비선형 구조로 배열된 레벨들을 플레이어의 선택에 따라 진행한다. 《슈퍼 마리오 월드》에선 여러 개의 출구가 있는 레벨을 소개했다.
기본적으로 배관공 마리오가 모험을 하는데 적으로는 주로 거북이가 나온다.
3차원 게임들은 크게 탐험 위주의 오픈월드 작품, 다른 하나는 진행경로가 정해진 선형구조 위주 3D 작품 이 2가지로 분류된다. 《슈퍼 마리오 64》, 《슈퍼 마리오 선샤인》 및 《슈퍼 마리오 오디세이》에 존재하는 오픈월드 레벨들은 플레이어가 360도 방향으로 자유롭게 탐험할 수 있는 환경을 제공한다. 《슈퍼 마리오 갤럭시》 및 《슈퍼 마리오 3D 월드》같은 선형 3D 게임들은 고정된 카메라 시점과 목표가 정해진 진행경로를 사용한다.

## 출시 게임
| 1985 | 슈퍼 마리오브라더스                      |
| 1986 | 슈퍼 마리오브라더스 더 로스트 레벨즈     |
| 1987 |                                          |
| 1988 | 슈퍼 마리오 USA                          |
| 1988 | 슈퍼 마리오브라더스 3                    |
| 1989 | 슈퍼 마리오 랜드                         |
| 1990 | 슈퍼 마리오 월드                         |
| 1991 |                                          |
| 1992 | 슈퍼 마리오 랜드 2: 6개의 금화           |
| 1993 |                                          |
| 1994 |                                          |
| 1995 | 슈퍼 마리오 요시 아일랜드                |
| 1996 | 슈퍼 마리오 64                           |
| 1997 |                                          |
| 1998 |                                          |
| 1999 |                                          |
| 2000 |                                          |
| 2001 |                                          |
| 2002 | 슈퍼 마리오 선샤인                       |
| 2003 |                                          |
| 2004 |                                          |
| 2005 |                                          |
| 2006 | 뉴 슈퍼 마리오브라더스                   |
| 2007 | 슈퍼 마리오 Wii 갤럭시 어드벤처          |
| 2008 |                                          |
| 2009 | 뉴 슈퍼 마리오브라더스 Wii               |
| 2010 | 슈퍼 마리오 Wii 2 갤럭시 어드벤처 투게더 |
| 2011 | 슈퍼 마리오 3D랜드                       |
| 2012 | 뉴 슈퍼 마리오브라더스 2                 |
| 2012 | 뉴 슈퍼 마리오브라더스 U                 |
| 2013 | 슈퍼 마리오 3D월드                       |
| 2014 |                                          |
| 2015 | 슈퍼 마리오 메이커                       |
| 2016 | 슈퍼 마리오 런                           |
| 2017 | 슈퍼 마리오 오디세이                     |
| 2018 |                                          |
| 2019 | 슈퍼 마리오 메이커 2                     |
| 2020 |                                          |
| 2021 | 퓨리 월드                                |
| 2022 |                                          |
| 2023 | 슈퍼 마리오 브라더스 원더                |

- 슈퍼 마리오브라더스
- 슈퍼 마리오브라더스 더 로스트 레벨즈
- 슈퍼 마리오 USA
- 슈퍼 마리오브라더스 3
- 슈퍼 마리오 랜드
- 슈퍼 마리오 월드
- 슈퍼 마리오 랜드 2: 6개의 금화
- 슈퍼 마리오 요시 아일랜드
- 슈퍼 마리오 64
- 슈퍼 마리오 선샤인
- 뉴 슈퍼 마리오브라더스
- 슈퍼 마리오 Wii 갤럭시 어드벤처
- 뉴 슈퍼 마리오브라더스 Wii
- 슈퍼 마리오 Wii 2 갤럭시 어드벤처 투게더
- 슈퍼 마리오 3D랜드
- 뉴 슈퍼 마리오브라더스 2
- 뉴 슈퍼 마리오브라더스 U
- 슈퍼 마리오 3D월드
- 슈퍼 마리오 메이커
- 슈퍼 마리오 런
- 슈퍼 마리오 오디세이
- 슈퍼 마리오 메이커 2
- 퓨리 월드
- 슈퍼 마리오브라더스 원더

## 평가
| 게임                                     | 게임랭킹스                    | 메타크리틱        |
| ---------------------------------------- | ----------------------------- | ----------------- |
| 슈퍼 마리오브라더스                      | (GBC) 93% (NES) 86% (GBA) 80% | (GBA) 84          |
| 슈퍼 마리오 USA                          | (GBA) 82% (NES) 81%           | (GBA) 84          |
| 슈퍼 마리오브라더스 3                    | (NES) 98% (GBA) 92%           | (GBA) 94          |
| 슈퍼 마리오 랜드                         | (GB) 78%                      | -                 |
| 슈퍼 마리오 월드                         | (SNES) 94% (GBA) 92%          | (GBA) 92          |
| 슈퍼 마리오 랜드 2                       | (GB) 80%                      | -                 |
| 슈퍼 마리오 요시 아일랜드                | (SNES) 96% (GBA) 90%          | (GBA) 91          |
| 슈퍼 마리오 64                           | (N64) 96% (NDS) 86%           | (N64) 94 (NDS) 85 |
| 슈퍼 마리오 선샤인                       | (GC) 92%                      | (GC) 92           |
| 뉴 슈퍼 마리오브라더스                   | (NDS) 89%                     | (NDS) 89          |
| 슈퍼 마리오 Wii 갤럭시 어드벤처          | (Wii) 98%                     | (Wii) 97          |
| 뉴 슈퍼 마리오브라더스 Wii               | (Wii) 88%                     | (Wii) 87          |
| 슈퍼 마리오 Wii 2 갤럭시 어드벤처 투게더 | (Wii) 97%                     | (Wii) 97          |
| 슈퍼 마리오 3D랜드                       | (3DS) 90%                     | (3DS) 90          |
| 뉴 슈퍼 마리오브라더스 2                 | (3DS) 78%                     | (3DS) 78          |
| 뉴 슈퍼 마리오브라더스 U                 | (Wii U) 84%                   | (Wii U) 84        |
| 슈퍼 마리오 3D월드                       | (Wii U) 93%                   | (Wii U) 93        |
| 슈퍼 마리오 메이커                       | (Wii U) 89%                   | (Wii U) 88        |

## 같이 보기
- 《전진! 키노피오대장》
- 《동키콩 컨트리》
- 《슈퍼 프린세스 피치》
- 《와리오 랜드》

## 참조

### 주해
1. ↑  영어: Super Mario, Super Mario Bros, 일본어: スーパーマリオ
2. ↑  영어: Super Mario Bros., 일본어: スーパーマリオブラザーズ
3. ↑  영어: Mario, 일본어: マリオ